# Clara Porges
Clara Porges, nata Sommer (Berlino, 17 settembre 1879 – Samedan, 17 maggio 1963), è stata una pittrice tedesca.
Clara Porges frequentò a Berlino la Scuola d'Arte e l'Accademia Fehr.
Nel 1905 sposò il virtuoso violinista viennese Fredrich Walter Porges.
Nel 1911 la coppia visitò per la prima volta l'Engadina (Sils Maria) dopo la lettura delle lettere di Nietzsche a Peter Gast.
Questo viaggio cambiò la sua vita; la pittrice trovò il suo ambiente di lavoro ideale e rimase per sempre legata alla maestosità del paesaggio dell'Engadina. 
La sua vita di pittrice continuò, dopo la morte del marito nel 1932, alternando i soggiorni estivi a Sils-Maria, Fex, Maloja, Samedan, Soglio a quelli invernali a Lugano.
Frequenti sono i soggiorni e i viaggi di studio in Italia: Alassio, Capri, Firenze (dove fu ospite della fondazione tedesca per artisti Villa Romana e dove dipinse il suo capolavoro "I cavalieri dell'Apocalisse"). Questo dipinto è visibile a Zurigo nella San Paulus Kirche.
Partecipò con le sue opere (acquarelli e olii) a parecchie esposizioni a Monaco di Baviera, Vienna, Lipsia, Dresda, Londra, Stoccarda, Friburgo in Brisgovia, Berna, Zurigo, Bellinzona, Losanna.
Clara Porges morì a Samedan (in Engadina).
Nel 2007-08 il Museo Robbi di Sils-Maria ha organizzato una mostra personale di acquarelli e olii dell'artista. Durante i mesi di settembre-ottobre 2013, il Museo "Bromer Art Collection" di Roggwil (Canton Berna), ha allestito una grande mostra retrospettiva dell'artista presentando oltre 130 opere provenienti da collezionisti svizzeri. Una ventina di opere di Clara Porges sono visibili presso la Fundaziun Capauliana di Coira.
Per sottolineare il 50. dalla sua morte e per rendere quel "meritato riconoscimento ad una coraggiosa artista, altrettanto capace quanto i suoi più blasonati colleghi uomini" ma rimasta dimenticata per troppo tempo" è stata pubblicata una Monografia Clara Porges La pittrice della luce. L'opera che conta 280 pagine e riproduce oltre 300 opere dell'artista da una visione esaustiva della sua arte. L'idea e la realizzazione è opera del designer Sergio Michels, mentre i testi sono della storica dell'arte Dora Lardelli: edizione italiana (ISBN 978-88-8191-362-6) e tedesca (ISBN 978-88-8191-364-0).